# 对港山岛
30°13′20″N 122°13′11″E / 30.222140162538498°N 122.21981048583984°E
对港山（Tei Ko Sae）是位于岱山县县城高亭城区以南的一个近海岛屿。陆域面积0.13平方公里，海岸线长1.69公里。最高点海拔43.1米。长年有岱山水产公司职工居住，有仙洲桥通岱山岛高亭城区。该岛原名蛤蚆山，1999年7月13日更名为现名对港山，同时将临近的另一座原名对港山的岛屿更名为山外山岛。2000年人口普查时岛上有人口143人。
该岛原建有体育场，现已废建。全岛目前除少数小山外，已经全部为城市建成区，属高亭城区的一部分。岛上有岱山万运水产食品有限公司、岱山县对港船舶修造有限公司等单位25家。2007年，岱山县对该岛进行整体开发规划，计划将全岛转让，包括对岛上所有单位和住户进行搬迁。